# Classificazione integrata della sicurezza alimentare
La Classificazione Integrata della Sicurezza Alimentare ( Integrated Food Security Phase Classification - IPC ), nota anche come scala IPC, è uno strumento sviluppato per migliorare l'analisi della sicurezza alimentare e il processo decisionale. Si tratta di una scala standardizzata che integra le informazioni relative a sicurezza alimentare, nutrizione e mezzi di sussistenza, traducendole in una valutazione sulla natura e la gravità di una crisi e sulle implicazioni per la risposta strategica. 
L'IPC è stata sviluppata originariamente nel 2004 per l'utilizzo in Somalia dall'Unità di Analisi della Sicurezza Alimentare (FSAU) dell'Organizzazione delle Nazioni Unite per l'alimentazione e l'agricoltura .  Diversi governi nazionali e organizzazioni internazionali, tra cui CARE International, Centro comune di ricerca della Commissione europea (EC JRC), Organizzazione per l'alimentazione e l'agricoltura delle Nazioni Unite (FAO), USAID / FEWS NET, Oxfam GB, Save the Children UK/US e Programma alimentare mondiale delle Nazioni Unite (WFP), hanno collaborato per adattare lo strumento a differenti contesti di sicurezza alimentare.   

## Scala IPC
La seguente tabelle mostra una sintesi della scala IPCe:
| Fase IPC | Fase                                                       | Descrizione | Tasso di mortalità grezzo (ogni 10.000 persone al giorno) |
| -------- | ---------------------------------------------------------- | --- | --------------------------------------------------------- |
| 1        | Generalmente sicuro dal punto di vista alimentare          | Più dell'80% delle famiglie riesce a soddisfare i bisogni alimentari di base senza ricorrere a strategie di adattamento atipiche | <0,5                                                      |
| 2        | Insicurezza Alimentare al limite                           | Per almeno il 20% delle famiglie, il consumo alimentare è ridotto ma rimane minimamente adeguato senza dover ricorrere a strategie di adattamento irreversibili. Queste famiglie non riescono a soddisfare pienamente i bisogni di protezione dei mezzi di sussistenza.                                                          | <0,5                                                      |
| 3        | Crisi acuta di sicurezza alimentare e mezzi di sussistenza | Almeno il 20% delle famiglie presenta gravi carenze nei consumi alimentari OPPURE riesce a soddisfare a malapena il fabbisogno alimentare minimo solo ricorrendo a strategie di adattamento irreversibili, come la liquidazione dei beni di sostentamento. I livelli di malnutrizione acuta sono elevati e superiori alla norma. | 0,5-0,99                                                  |
| 4        | Emergenza umanitaria                                       | Almeno il 20% delle famiglie affronta gravi carenze estreme nei consumi alimentari, con conseguenti livelli molto elevati di malnutrizione acuta ed eccesso di mortalità; OPPURE le famiglie subiscono una perdita estrema dei mezzi di sussistenza che con ogni probabilità porterà a carenze alimentari.                       | 1-1,99                                                    |
| 5        | Catastrofe/Carestia                                        | Almeno il 20% delle famiglie affronta una totale assenza di cibo e/o di altri bisogni primari, e sono evidenti fame, morte e miseria; la prevalenza di malnutrizione acuta supera il 30% e i tassi di mortalità superano 2/10.000 persone al giorno                                                                              | >2                                                        |

## Applicazioni rilevanti
La classificazione integrata della sicurezza alimentare (IPC) è stata utilizzata in diversi paesi per valutare e rispondere all'insicurezza alimentare, ognuno dei quali presenta sfide e risposte uniche.

### Etiopia
In Etiopia, l'analisi IPC del 2021 ha evidenziato una grave crisi di insicurezza alimentare, con oltre 5,5 milioni di persone nel Tigray, Amhara e Afar che affrontano elevati livelli di insicurezza alimentare acuta a causa di conflitti, sfollamenti e mercati interrotti. A maggio 2021, circa 3,1 milioni erano in crisi (fase IPC 3), 2,1 milioni erano in emergenza (fase IPC 4) e 353.000 stavano attraversando una catastrofe (fase IPC 5). 

### Sudan
In Sudan, l'analisi IPC di aprile-maggio 2024 ha indicato una grave insicurezza alimentare, con 25,6 milioni di persone in stato di crisi (fase IPC 3) o peggiore. Un totale di 8,5 milioni si trovano in stato di emergenza (fase IPC 4) e 755.000 persone in stato di catastrofe (fase IPC 5). I fattori principali includono il conflitto in corso e l'accesso umanitario limitato, in particolare nelle regioni del Grande Darfur e del Kordofan. L'analisi mette in guardia su una possibile carestia se le condizioni dovessero peggiorare, in particolare per le popolazioni sfollate e i rifugiati nelle aree colpite dal conflitto. 

### Congo
L'analisi IPC di luglio-dicembre 2024 per la Repubblica Democratica del Congo (RDC) indica una grave insicurezza alimentare che colpisce 25,6 milioni di persone, classificate come Crisi (Fase IPC 3) o peggio. Tra queste, 3,1 milioni si trovano in condizioni di Emergenza (Fase IPC 4), in particolare nelle province colpite da conflitti come Nord Kivu, Ituri e Sud Kivu. Le previsioni per il periodo da gennaio a giugno 2025 suggeriscono sfide simili a causa del conflitto armato in corso, dell'instabilità economica e degli elevati prezzi dei prodotti alimentari. Le popolazioni sfollate rimangono particolarmente vulnerabili. 

### Striscia di Gaza
La scala IPC è stata utilizzata per monitorare la situazione umanitaria nella Striscia di Gaza fin dall'inizio dell'acuirsi della guerra . Secondo l'Impact Snapshot pubblicato il 30 luglio 2025 dall'ufficio delle Nazioni Unite per il coordinamento degli affari umanitari (OCHA), il 100% della popolazione è proiettato a trovarsi in livelli acuti di insicurezza alimentare classificati in fase IPC 3 o superiore, inclusi un milione di persone che affronterà la fase 4 e 470.000 che affronteranno la fase 5.  Si tratta di un peggioramento significativo rispetto al rapporto IPC di settembre-ottobre 2024, quando 1,84 milioni di persone si trovavano in condizioni di Crisi (fase IPC 3) o peggiori, e almeno il 6% della popolazione di Gaza affronta l'insicurezza alimentare di fase IPC 5, che è stata la cifra più bassa riportata dall'inizio della guerra.  Israele ha posto Gaza sotto assedio totale da marzo 2025 ed è stato costretto a consentire l'ingresso di quantità minime di cibo a seguito delle crescenti pressioni della comunità internazionale, ma la condizione di carestia continua ad aggravarsi. 

### Somalia
Da luglio a settembre 2024, si stima che 4,4 milioni di persone in Somalia stiano vivendo alti livelli di insicurezza alimentare acuta (fase IPC 3 o superiore), con circa 1,6 milioni di bambini che potrebbero soffrire di malnutrizione acuta. Sebbene le recenti piogge abbiano migliorato le condizioni agricole, le inondazioni localizzate e il conflitto in corso ostacolano ancora l'accesso al cibo e la produzione agricola. Nonostante queste sfide, si registra un leggero miglioramento rispetto all'anno precedente. Le proiezioni dell'IPC per ottobre-dicembre 2024 suggeriscono un continuo bisogno di assistenza umanitaria, in particolare per le popolazioni vulnerabili in fase di crisi ed emergenza. 

### Yemen
L'ultima analisi dell'IPC per lo Yemen, che copre il periodo compreso tra luglio 2024 e febbraio 2025, evidenzia una grave insicurezza alimentare che colpisce quasi la metà della popolazione nelle aree controllate dal governo. Da luglio a settembre 2024, circa 4,7 milioni di persone hanno dovuto affrontare livelli di insicurezza alimentare di crisi (fase 3 dell'IPC) o di emergenza (fase 4 dell'IPC). Il declino economico, il conflitto persistente e gli aiuti umanitari irregolari rimangono i principali fattori di insicurezza alimentare, aggravati dalle recenti inondazioni dell'agosto 2024. Si prevede un miglioramento marginale, ma gli aiuti umanitari sono fondamentali per prevenire un ulteriore deterioramento. 

## Difficoltà e limitazioni principali
Le sfide associate alla scala IPC includono problemi di qualità dei dati, soprattutto nelle zone di conflitto o in aree con accesso limitato per la raccolta dei dati. Ciò comporta spesso la necessità di fare affidamento su dati disponibili ma talvolta inaffidabili. Vi sono inoltre difficoltà legate all'interpretazione soggettiva, poiché è richiesto il giudizio di esperti nei casi in cui i dati sono scarsi o incoerenti. Inoltre, il ricorso dell'IPC alla convergenza dei dati e delle prove, implica che possano emergere dati contraddittori, complicando la costruzione del consenso e l'analisi complessiva. 